# Sjællands sanger
|  | Denne artikel er oprettet af botten PalnaBot ud fra en ekstern database. Den kan derfor have sproglige fejl eller mangler. Denne skabelon kan fjernes efter kontrol af indholdet. |

Sjællands sanger er en naturfilm fra 1948 instrueret af Ingolf Boisen, Gunnar Robert Hansen efter manuskript af Ingolf Boisen og Felix Nørgaard.

## Handling
En hyldest til digteren Christian Winther. Landskaber og digterens livshistorie - oplæsning af digte.